# Велике Терюшево
Велике Терюшево (рос. Большое Терюшево) — село в Дальнеконстантиновському районі Нижньогородської області Російської Федерації.
Населення становить 26 осіб. Входить до складу муніципального утворення Малопіцька сільрада.

## Історія
Від 2009 року входить до складу муніципального утворення Малопіцька сільрада.

## Населення
| 2002 | 2010 |
| ---- | ---- |
| 78   | ↘26  |